# 西西弗斯的料理
西西弗斯的料理，2018年奇幻美食类题材搜狐自制网络剧。该剧由搜狐视频、北京新光影业出品，导演大鬼执导，陈若轩、李梦颖联袂主演。2016年10月21日于苏州开机，同年12月5日杀青。原计划2017年于搜狐视频独家播出，但截至2017年12月也未播出，亦无定档的消息。

## 演员表
| 演员   | 角色   | 简介 | 备注 |
| 陈若轩 | 西西弗 |      |      |
| 李梦颖 | 小夏   |      |      |
| 崔迪   | 猫七   |      |      |
| 孙蕾   | 栀子   |      |      |